# 1922 en Bretagne
 Chronologie de la Bretagne
- 1918
- 1919
- 1920
- 1921
- 1922
- 1923
- 1924
- 1925
- 1926

Cette page recense des événements qui se sont produits durant l'année 1922 en Bretagne.

## Société

### Faits sociétaux
- 22 mars : le paquebot britannique « Egypt » coule au large d'Armen[1]
- 26 août : le cuirassé France coule à l'entrée de la baie de Quiberon[1].

### Naissance

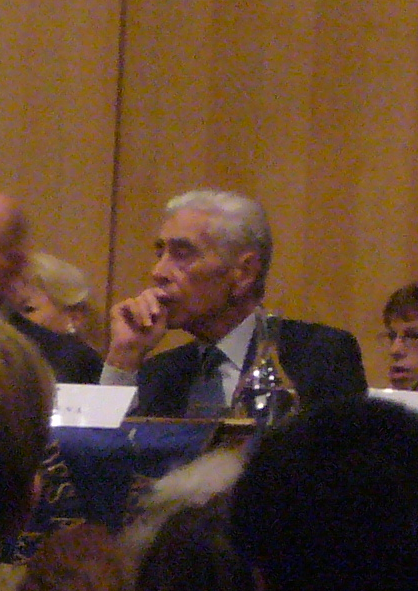
Yves Guéna en 2008

- 22 février à Brest : Émile Chaline,  résistant français. Membre des Forces navales françaises libres, il a achevé sa carrière d'officier général de la Marine nationale au grade de vice-amiral d'escadre.

- 3 juin : Alain Resnais, réalisateur (Nuit de Brouillard, Smoking No Smoking)[2].

- 6 juillet à Brest : Yves Guéna, mort le 3 mars 2016 à Paris, haut fonctionnaire, homme politique, écrivain et résistant français.

- 12 août : Alain Robbe-Grillet, écrivain, cinéaste et théoricien du nouveau roman[2].

## Culture

### Littérature
- Fondation de la revue La Bretagne touristique par Octave-Louis Aubert[2].
- Jean-Jacques de Nantes de Jacques Vaché[2].

### Arts
- Deux femmes courant sur la plage par Pablo Picasso

## Sports
- 7 mai : Le Stade rennais atteint la finale de la coupe de France de football[2].